# Ganties
Ganties est une commune française située dans le sud-ouest du département de la Haute-Garonne, en région Occitanie. Sur le plan historique et culturel, la commune est dans le pays de Comminges, correspondant à l’ancien comté de Comminges, circonscription de la province de Gascogne située sur les départements actuels du Gers, de la Haute-Garonne, des Hautes-Pyrénées et de l'Ariège.
Exposée à un climat océanique altéré, elle est drainée par le ruisseau de Rieumajou, le ruisseau du Chevalier de Saint-Paul et par divers autres petits cours d'eau. La commune possède un patrimoine naturel remarquable composé de deux zones naturelles d'intérêt écologique, faunistique et floristique.
Ganties est une commune rurale qui compte 305 habitants en 2022, après avoir connu un pic de population de 705 habitants en 1846. Elle fait partie de l'aire d'attraction de Saint-Gaudens. Ses habitants sont appelés les Gantinois ou  Gantinoises.
Le patrimoine architectural de la commune comprend un immeuble protégé au titre des monuments historiques : le souterrain de Houantaou, classé en 1924.

## Géographie

### Localisation
La commune de Ganties se trouve dans le département de la Haute-Garonne, en région Occitanie.
Elle se situe à 78 km à vol d'oiseau de Toulouse, préfecture du département, à 10 km de Saint-Gaudens, sous-préfecture, et à 36 km de Bagnères-de-Luchon, bureau centralisateur du canton de Bagnères-de-Luchon dont dépend la commune depuis 2015 pour les élections départementales.
La commune fait en outre partie du bassin de vie d'Aspet.
Les communes les plus proches sont : 
Couret (1,9 km), Pointis-Inard (2,9 km), Montespan (2,9 km), Estadens (3,5 km), Rouède (4,3 km), Soueich (4,6 km), Labarthe-Inard (4,9 km), Beauchalot (5,7 km).
Sur le plan historique et culturel, Ganties fait partie du pays de Comminges, correspondant à l’ancien comté de Comminges, circonscription de la province de Gascogne située sur les départements actuels du Gers, de la Haute-Garonne, des Hautes-Pyrénées et de l'Ariège.
Ganties est limitrophe de six autres communes.
Les communes limitrophes sont  Couret, Estadens, Montespan, Pointis-Inard, Rouède et Soueich.
| Pointis-Inard | Montespan |        |
| Soueich       | Ganties   | Rouède |
| Couret        | Estadens  |        |

### Géologie et relief
La superficie de la commune est de 1 203 hectares ; son altitude varie de 355  à   501 mètres.

### Hydrographie

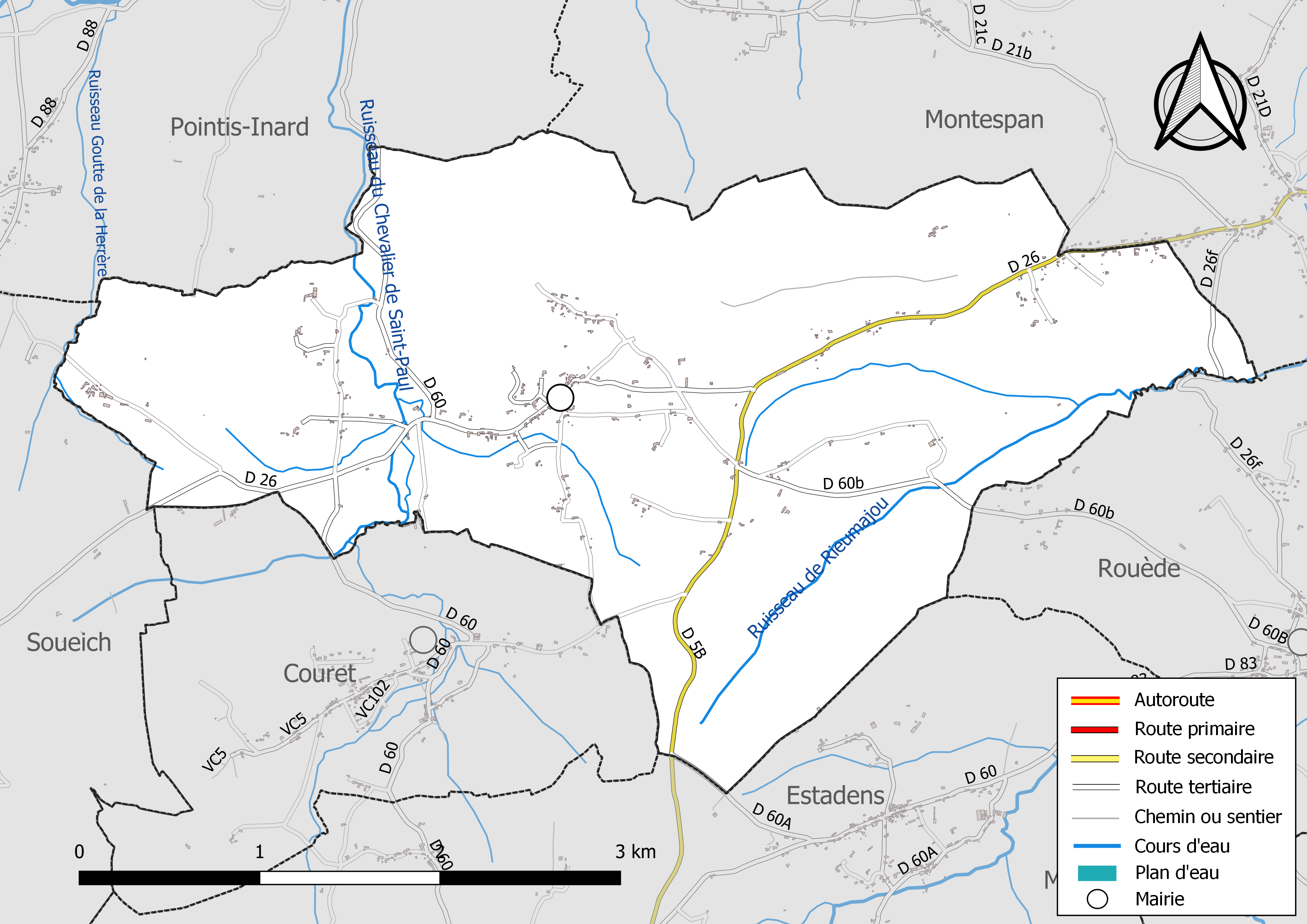
Réseaux hydrographique et routier de Ganties.

La commune est dans le bassin de la Garonne, au sein du bassin hydrographique Adour-Garonne. Elle est drainée par le ruisseau de Rieumajou, le ruisseau du Chevalier de Saint-Paul, un bras du Ruisseau du Chevalier de Saint-Paul, le ruisseau Goutte de la Herrère et par divers petits cours d'eau, constituant un réseau hydrographique de 12 km de longueur totale,.

### Climat
Pour des articles plus généraux, voir Climat de l'Occitanie et Climat de la Haute-Garonne.
En 2010, le climat de la commune est de type climat océanique altéré, selon une étude s'appuyant sur une série de données couvrant la période 1971-2000. En 2020, Météo-France publie une typologie des climats de la France métropolitaine dans laquelle la commune est exposée à un climat de montagne ou de marges de montagne et est dans la région climatique Pyrénées centrales, caractérisée par une pluviométrie annuelle de 1 000 à 1 200 mm.
Pour la période 1971-2000, la température annuelle moyenne est de 12,4 °C, avec une amplitude thermique annuelle de 14,7 °C. Le cumul annuel moyen de précipitations est de 998 mm, avec 9,8 jours de précipitations en janvier et 7,2 jours en juillet. Pour la période 1991-2020, la température moyenne annuelle observée sur la station météorologique la plus proche, située sur la commune de Clarac à 17 km à vol d'oiseau, est de 12,5 °C et le cumul annuel moyen de précipitations est de 804,9 mm,. Pour l'avenir, les paramètres climatiques de la commune estimés pour 2050 selon différents scénarios d'émission de gaz à effet de serre sont consultables sur un site dédié publié par Météo-France en novembre 2022.

### Milieux naturels et biodiversité

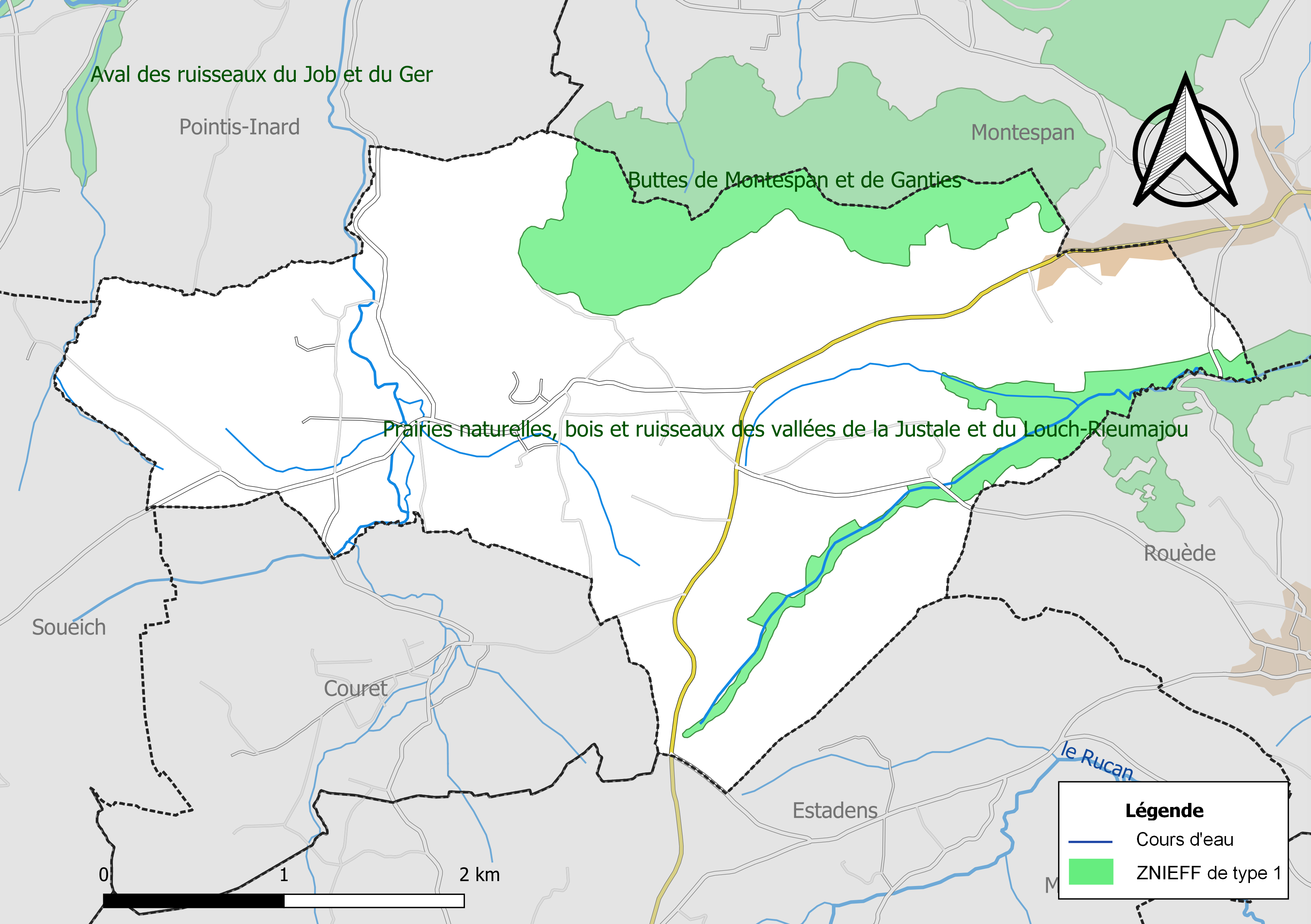
Carte des ZNIEFF de type 1 localisées sur la commune.

L’inventaire des zones naturelles d'intérêt écologique, faunistique et floristique (ZNIEFF) a pour objectif de réaliser une couverture des zones les plus intéressantes sur le plan écologique, essentiellement dans la perspective d’améliorer la connaissance du patrimoine naturel national et de fournir aux différents décideurs un outil d’aide à la prise en compte de l’environnement dans l’aménagement du territoire.
Deux ZNIEFF de type 1 sont recensées sur la commune :
les « buttes de Montespan et de Ganties » (425 ha), couvrant 2 communes du département et 
les « prairies naturelles, bois et ruisseaux des vallées de la Justale et du Louch-Rieumajou » (487 ha), couvrant 7 communes du département.

## Urbanisme

### Typologie
Au 1er janvier 2024, Ganties est catégorisée commune rurale à habitat très dispersé, selon la nouvelle grille communale de densité à sept niveaux définie par l'Insee en 2022.
Elle est située hors unité urbaine. Par ailleurs la commune fait partie de l'aire d'attraction de Saint-Gaudens, dont elle est une commune de la couronne,. Cette aire, qui regroupe 85 communes, est catégorisée dans les aires de moins de 50 000 habitants,.

### Occupation des sols
L'occupation des sols de la commune, telle qu'elle ressort de la base de données européenne d’occupation biophysique des sols Corine Land Cover (CLC), est marquée par l'importance des territoires agricoles (72,6 % en 2018), une proportion identique à celle de 1990 (72,6 %). La répartition détaillée en 2018 est la suivante : 
prairies (40,4 %), zones agricoles hétérogènes (32,3 %), forêts (26,7 %), zones urbanisées (0,7 %). L'évolution de l’occupation des sols de la commune et de ses infrastructures peut être observée sur les différentes représentations cartographiques du territoire : la carte de Cassini (XVIIIe siècle), la carte d'état-major (1820-1866) et les cartes ou photos aériennes de l'IGN pour la période actuelle (1950 à aujourd'hui).

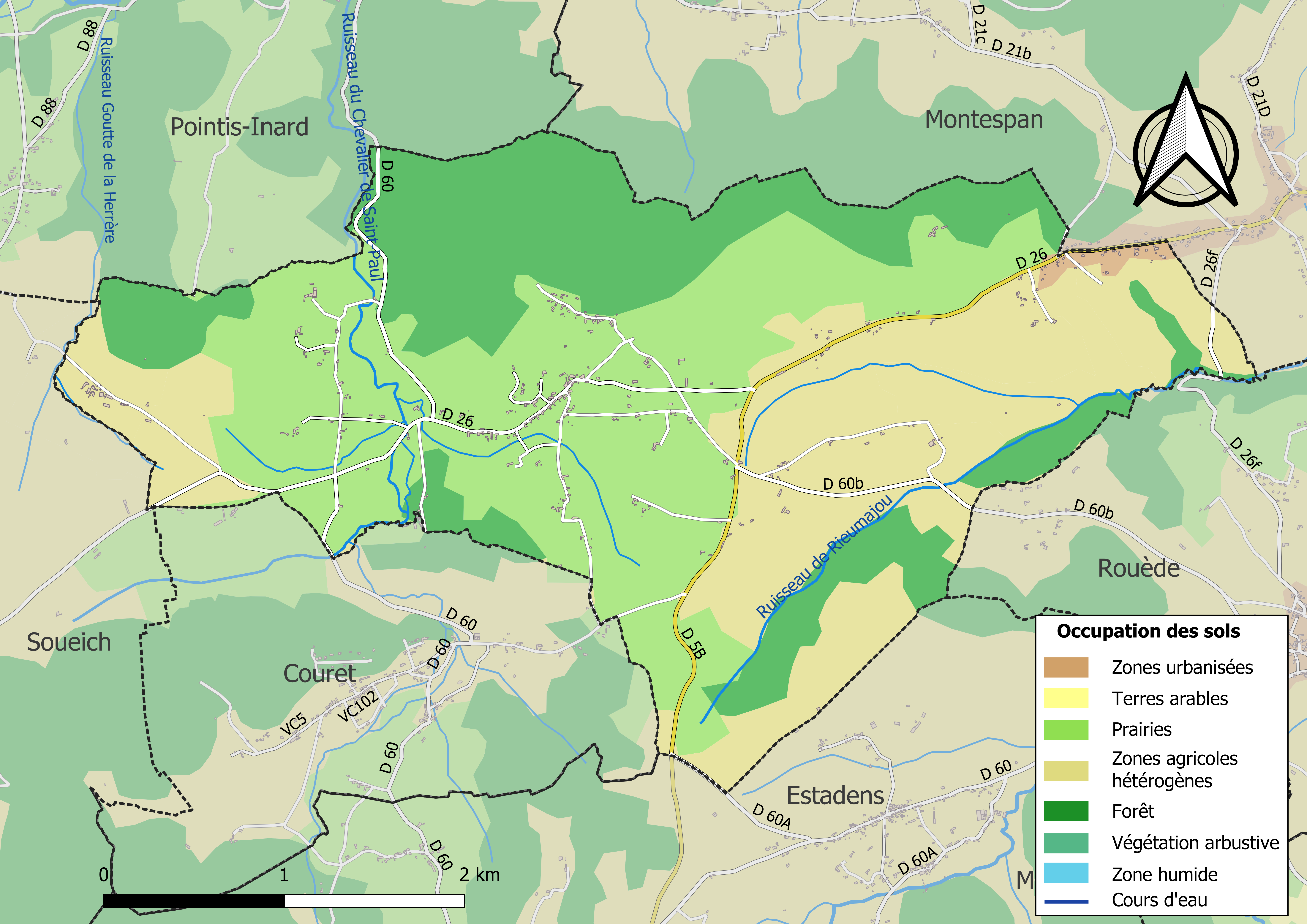
Carte des infrastructures et de l'occupation des sols de la commune en 2018 (CLC).

### Voies de communication et transports
Accès par l'autoroute A64 sortie no 18 puis la route départementale D 5 et avec le réseau Arc-en-ciel ainsi qu'en gare de Saint-Gaudens.

### Risques majeurs
Le territoire de la commune de Ganties est vulnérable à différents aléas naturels : météorologiques (tempête, orage, neige, grand froid, canicule ou sécheresse), inondations, feux de forêts et séisme (sismicité modérée). Il est également exposé à un risque particulier : le risque de radon. Un site publié par le BRGM permet d'évaluer simplement et rapidement les risques d'un bien localisé soit par son adresse soit par le numéro de sa parcelle.

#### Risques naturels
Certaines parties du territoire communal sont susceptibles d’être affectées par le risque d’inondation par débordement de cours d'eau, notamment La commune a été reconnue en état de catastrophe naturelle au titre des dommages causés par les inondations et coulées de boue survenues en 1982, 1999 et 2009,.
Un plan départemental de protection des forêts contre les incendies a été approuvé par arrêté préfectoral du 25 septembre 2006. Ganties est exposée au risque de feu de forêt du fait de la présence sur son territoire du massif des piémonts des Pyrénées. Il est ainsi défendu aux propriétaires de la commune et à leurs ayants droit de porter ou d’allumer du feu dans l'intérieur et à une distance de 200 mètres des bois, forêts, plantations, reboisements ainsi que des landes. L’écobuage est également interdit, ainsi que les feux de type méchouis et barbecues, à l’exception de ceux prévus dans des installations fixes (non situées sous couvert d'arbres) constituant une dépendance d'habitation,

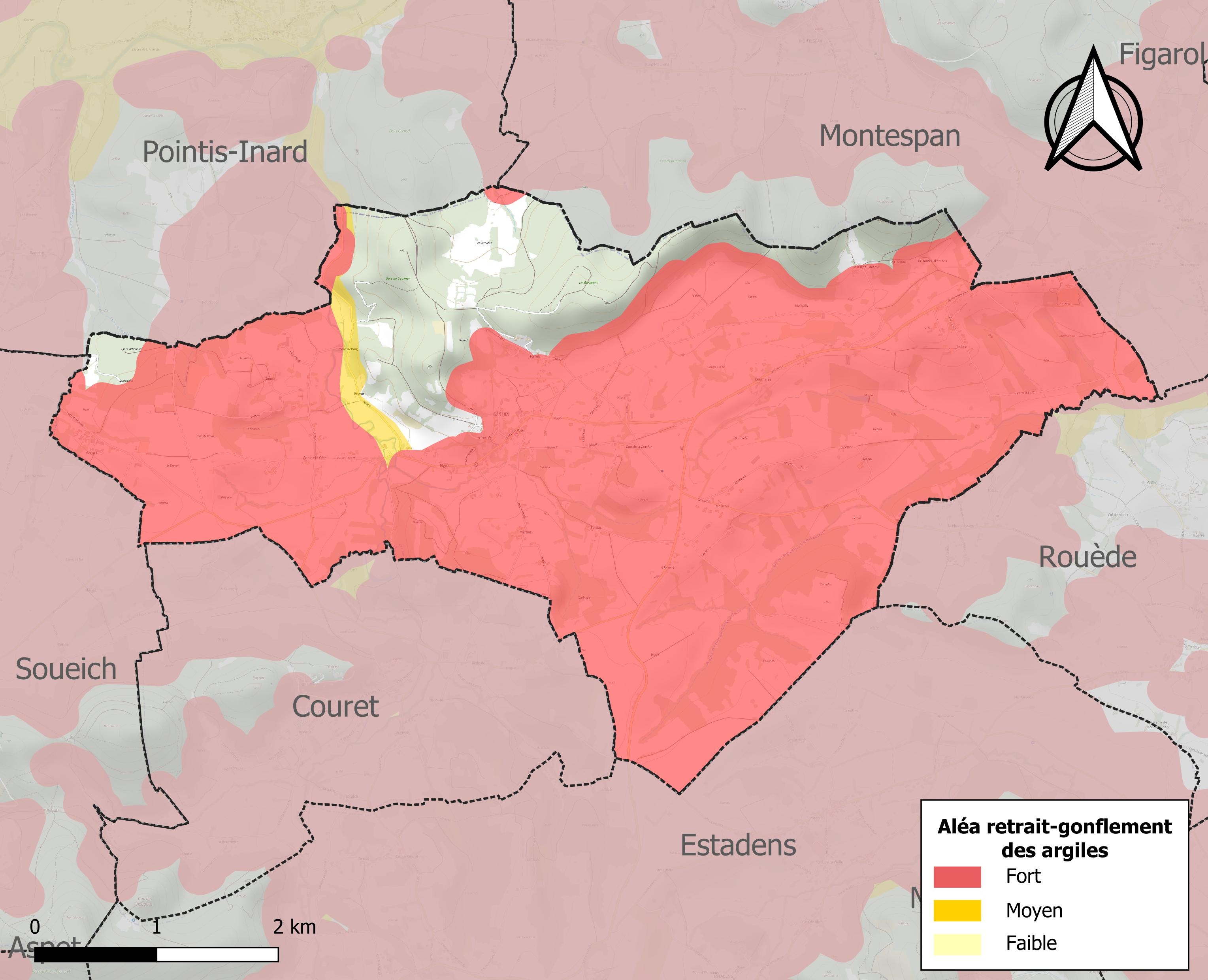
Carte des zones d'aléa retrait-gonflement des sols argileux de Ganties.

Le retrait-gonflement des sols argileux est susceptible d'engendrer des dommages importants aux bâtiments en cas d’alternance de périodes de sécheresse et de pluie. 83,7 % de la superficie communale est en aléa moyen ou fort (88,8 % au niveau départemental et 48,5 % au niveau national). Sur les 184 bâtiments dénombrés sur la commune en 2019, 178 sont en aléa moyen ou fort, soit 97 %, à comparer aux 98 % au niveau départemental et 54 % au niveau national. Une cartographie de l'exposition du territoire national au retrait gonflement des sols argileux est disponible sur le site du BRGM,.
Par ailleurs, afin de mieux appréhender le risque d’affaissement de terrain, l'inventaire national des cavités souterraines permet de localiser celles situées sur la commune.
Concernant les mouvements de terrains, la commune a été reconnue en état de catastrophe naturelle au titre des dommages causés par la sécheresse en 1989, 1998 et 2003 et par des mouvements de terrain en 1999.

#### Risque particulier
Dans plusieurs parties du territoire national, le radon, accumulé dans certains logements ou autres locaux, peut constituer une source significative d’exposition de la population aux rayonnements ionisants. Certaines communes du département sont concernées par le risque radon à un niveau plus ou moins élevé. Selon la classification de 2018, la commune de Ganties est classée en zone 2, à savoir zone à potentiel radon faible mais sur lesquelles des facteurs géologiques particuliers peuvent faciliter le transfert du radon vers les bâtiments.

## Histoire

### Préhistoire
De nombreuses traces des hommes de la Préhistoire ont été retrouvées dans les grottes de la commune. 
Le souterrain de Hantaou est un réseau de galeries et de grottes dont certaines parties sont immergées et qui s'étend sous les deux communes de Ganties et de Montespan. L'une de ses entrées porte d'ailleurs le nom de Grotte de Montespan. Ce site est classé monument historique sous les références PA00094389 et PA00094339 de la base Mérimée, par arrêté du 18/02/1924. Il a été notamment utilisé au Paléolithique supérieur.
La Spugo de Ganties a livré des vestiges magdaléniens. Bibliographie : les plaquettes gravées magdaléniennes de la Spugo de Ganties,.
La grotte de Khépri est une grotte sépulcrale du début de l'âge du bronze,,.

### Époque moderne
Ancienne station thermale qui portait le nom de Ganties-les-Bains. La station thermale était sur Ganties et sur la commune voisine de Couret, où subsistent des bâtiments.

## Politique et administration

### Administration municipale
Le nombre d'habitants au recensement de 2011 étant compris entre 100 et 499, le nombre de membres du conseil municipal pour l'élection de 2014 est de onze,.

### Rattachements administratifs et électoraux
Commune faisant partie de la huitième circonscription de la Haute-Garonne, de la communauté de communes Cagire-Garonne-Salat et du canton de Bagnères-de-Luchon (avant le redécoupage départemental de 2014, Ganties faisait partie de l'ex-canton d'Aspet).
Avant le 1er janvier 2017, elle faisait partie de la communauté de communes des Trois Vallées et du SIVOM de la région de Salies-du-Salat.

## Population et société

### Démographie
| 1793 | 1800 | 1806 | 1821 | 1831 | 1836 | 1841 | 1846 | 1851 |
| ---- | ---- | ---- | ---- | ---- | ---- | ---- | ---- | ---- |
| 614  | 696  | 459  | 513  | 615  | 616  | 702  | 705  | 676  |

| 1856 | 1861 | 1866 | 1872 | 1876 | 1881 | 1886 | 1891 | 1896 |
| ---- | ---- | ---- | ---- | ---- | ---- | ---- | ---- | ---- |
| 662  | 608  | 624  | 610  | 605  | 605  | 569  | 550  | 512  |

| 1901 | 1906 | 1911 | 1921 | 1926 | 1931 | 1936 | 1946 | 1954 |
| ---- | ---- | ---- | ---- | ---- | ---- | ---- | ---- | ---- |
| 542  | 602  | 612  | 449  | 354  | 353  | 342  | 335  | 306  |

| 1962 | 1968 | 1975 | 1982 | 1990 | 1999 | 2006 | 2011 | 2016 |
| ---- | ---- | ---- | ---- | ---- | ---- | ---- | ---- | ---- |
| 309  | 271  | 252  | 255  | 247  | 244  | 282  | 303  | 322  |

| 2021 | 2022 | - | - | - | - | - | - | - |
| ---- | ---- | - | - | - | - | - | - | - |
| 312  | 305  | - | - | - | - | - | - | - |

| selon la population municipale des années : | 1968 | 1975 | 1982 | 1990 | 1999 | 2006 | 2009 | 2013 |
| Rang de la commune dans le département      | 251  | 247  | 305  | 301  | 300  | 308  | 311  | 299  |
| Nombre de communes du département           | 592  | 582  | 586  | 588  | 588  | 588  | 589  | 589  |

### Enseignement
Ganties fait partie de l'académie de Toulouse.

### Culture et festivité
Comité des fêtes

### Activités sportives
Chasse, randonnée pédestre,

## Économie

### Revenus
En 2018  (données Insee publiées en septembre 2021), la commune compte 144 ménages fiscaux, regroupant 314 personnes. La médiane du revenu disponible par unité de consommation est de 19 950 € (23 140 € dans le département).

### Emploi
|                | 2008  | 2013  | 2018  |
| -------------- | ----- | ----- | ----- |
| Commune        | 5,6 % | 9,2 % | 7 %   |
| Département    | 7,7 % | 9,6 % | 9,3 % |
| France entière | 8,3 % | 10 %  | 10 %  |

En 2018, la population âgée de 15 à 64 ans s'élève à 201 personnes, parmi lesquelles on compte 64,8 % d'actifs (57,8 % ayant un emploi et 7 % de chômeurs) et 35,2 % d'inactifs,. Depuis 2008, le taux de chômage communal (au sens du recensement) des 15-64 ans est inférieur à celui de la France et du département.
La commune fait partie de la couronne de l'aire d'attraction de Saint-Gaudens, du fait qu'au moins 15 % des actifs travaillent dans le pôle,. Elle compte 30 emplois en 2018, contre 28 en 2013 et 20 en 2008. Le nombre d'actifs ayant un emploi résidant dans la commune est de 116, soit un indicateur de concentration d'emploi de 26 % et un taux d'activité parmi les 15 ans ou plus de 47,4 %.
Sur ces 116 actifs de 15 ans ou plus ayant un emploi, 24 travaillent dans la commune, soit 21 % des habitants. Pour se rendre au travail, 90,4 % des habitants utilisent un véhicule personnel ou de fonction à quatre roues, 2,6 % s'y rendent en deux-roues, à vélo ou à pied et 7 % n'ont pas besoin de transport (travail au domicile).

### Activités hors agriculture
20 établissements sont implantés  à Ganties au 31 décembre 2019.
Le secteur des activités spécialisées, scientifiques et techniques et des activités de services administratifs et de soutien est prépondérant sur la commune puisqu'il représente 25 % du nombre total d'établissements de la commune (5 sur les 20 entreprises implantées  à Ganties), contre 19,8 % au niveau départemental.

### Agriculture
La commune est dans les « Pyrénées centrales », une petite région agricole occupant le sud du département de la Haute-Garonne, massif montagneux où s’étagent les vallées profondes, la forêt et les zones intermédiaires, les estives. En 2020, l'orientation technico-économique de l'agriculture  sur la commune est l'élevage bovin, orientation mixte lait et viande.
|               | 1988 | 2000 | 2010 | 2020 |
| ------------- | ---- | ---- | ---- | ---- |
| Exploitations | 34   | 21   | 16   | 13   |
| SAU (ha)      | 717  | 651  | 739  | 793  |

Le nombre d'exploitations agricoles en activité et ayant leur siège dans la commune est passé de 34 lors du recensement agricole de 1988  à 21 en 2000 puis à 16 en 2010 et enfin à 13 en 2020, soit une baisse de 62 % en 32 ans. Le même mouvement est observé à l'échelle du département qui a perdu pendant cette période 57 % de ses exploitations,. La surface agricole utilisée sur la commune a quant à elle augmenté, passant de 717 ha en 1988 à 793 ha en 2020. Parallèlement la surface agricole utilisée moyenne par exploitation a augmenté, passant de 21 à 61 ha.

## Culture locale et patrimoine

### Lieux et monuments

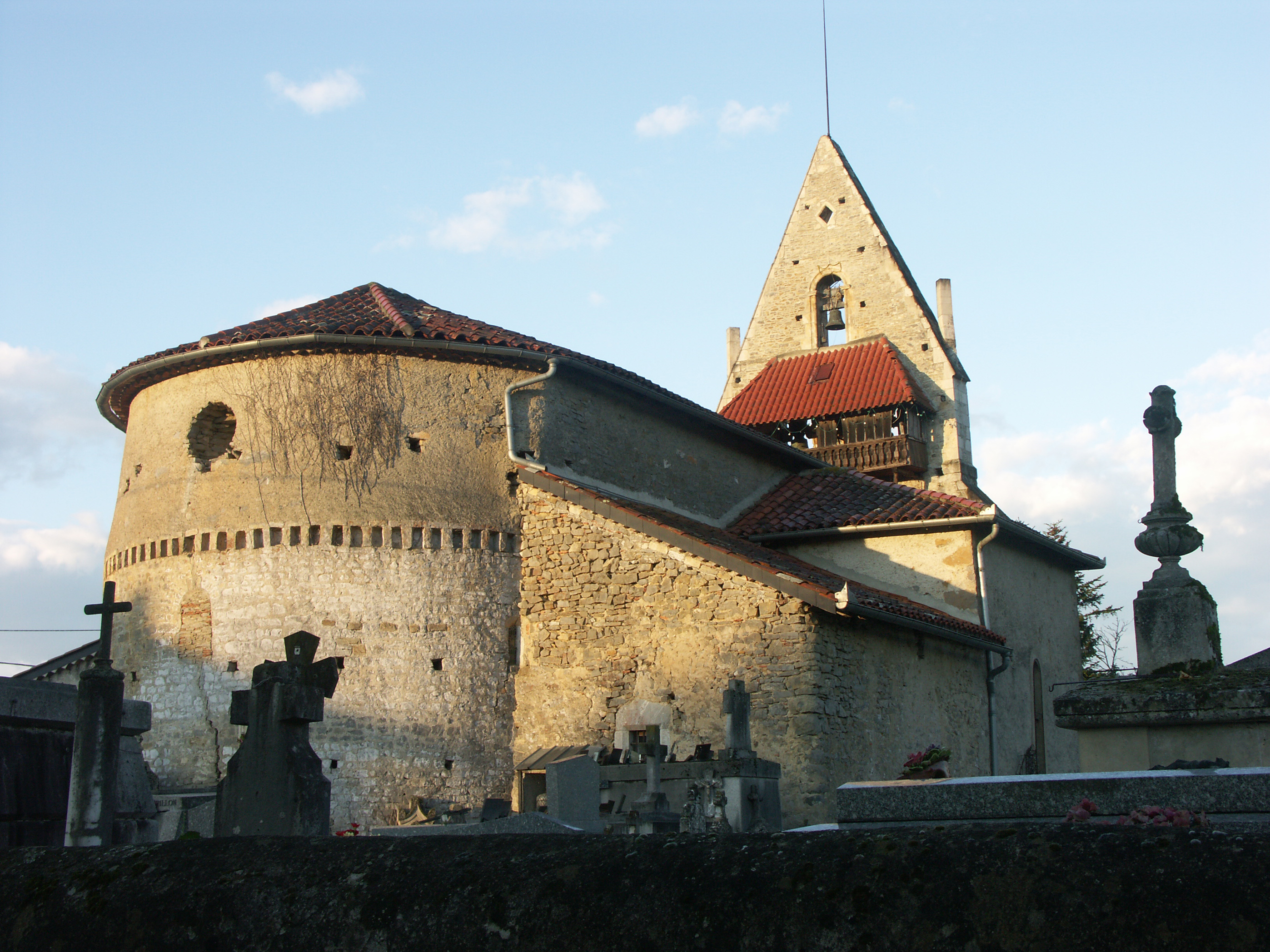
L'église Saint-Sébastien à Ganties (Haute-Garonne), son abside romane et son clocher-pignon.

- Spugo de Ganties, a connu une occupation à l'Âge du bronze, probablement moyen et final.
- Grotte de Khépri : grotte sépulcrale découverte en 1991, trouvée intacte. Elle a livré un ensemble de 36 os travaillés, datant des débuts de l'âge du bronze.
- Souterrain de Houantaou  : galeries et grottes, inscrites au titre des monuments historiques depuis 1924[47]. Le souterrain est situé sur deux communes : Ganties et Montespan. Ia grotte de Montespan est l'une de ses entrées.
- Station thermale de Ganties-Couret[48], station thermale.
- Chapelle Sainte Radegonde XVe siècle.
- Église paroissiale Saint-Sébastien à clocher mur.

### Personnalités liées à la commune
- Félix Trombe, chimiste, physicien et spéléologue français, mort à Ganties en 1985.

## Pour approfondir